# Stenostaura vittata
Stenostaura vittata är en fjärilsart som beskrevs av Sergius G. Kiriakoff 1965. Stenostaura vittata ingår i släktet Stenostaura och familjen tandspinnare. Inga underarter finns listade i Catalogue of Life.